# News Corporation
News Corporation fue una empresa de medios de comunicación estadounidense. Funcionó como una sociedad anónima con cotización en la Bolsa de Nueva York (New York Stock Exchange) y en la Bolsa de Australia (Australian Securities Exchange) y secundariamente, en la Bolsa de Londres (London Stock Exchange), fue el cuarto mayor conglomerado mediático en el mundo, detrás de Comcast, The Walt Disney Company y WarnerMedia. Las oficinas centrales de News Corporation se encuentran en el número 1211 de la Sexta Avenida de la ciudad de Nueva York. El presidente, consejero delegado y fundador de la compañía es Rupert Murdoch.
Los ingresos anuales eran, a 21 de marzo de 2008 de $28.660.000.000.USD. Se calcula que aproximadamente el 70% de las ventas de la compañía provenían del mercado estadounidense. 
El 16 de enero de 2009 la Oficina Contable del Gobierno estadounidense informó de que News Corp poseía 152 empresas subsidiarias en paraísos donde no pagarían impuestos o donde estos serían muy reducidos.

## Historia
News Corp fue creada en 1980 por Rupert Murdoch como Holding empresarial a partir de News Limited. Esta última fue creada por el mismo magnate a partir de los activos que heredó a raíz de la muerte de su padre, Sir Keith Murdoch y la posterior expansión de esta empresa. El principal activo que obtuvo fue el control de Adelaide News.
En 1986 y 1987, News Corp (a través de su subsidaria News International) se trasladó para tratar de ajustar el proceso de producción de sus periódicos Británicos, acerca del cual los sindicatos del sector de las imprentas habían mantenido durante mucho tiempo posturas negativas. Varios de los principales magnates de los medios de comunicación australianos acabaron trabajando para Murdoch, como por ejemplo John Dux, quien dirigía el diario South China Morning Post. Este hecho llevó a la confontración con los sindicatos de imprenta británicos NGA y SOGAT. Finalmente el traslado del centro de operaciones en Londres de News International a Wapping acabó en batallas nocturnas a las afueras de la nueva planta. Furgonetas de reparto fueron frecuentemente atacadas de manera violenta aunque finalmente los sindicatos de imprentas acabaron capitulando.

### Entrada en Estados Unidos
News Corp consiguió su primera adquisición en EE. UU. en 1973 con la compra del diario San Antonio Express-News designándose aun como News Limited. Poco después de esta compra, la empresa fundó National Star, un periódico sensacionalista, y en 1976 adquirió el New York Post. 
En 1981 News Corp compró la mitad de los estudios cinematográficos 20th Century Fox, adquiriendo la otra mitad en 1984. 
En 1985 News Corp anunció la intención de compra del conjunto de emisoras de televisión Metromedia, dando así el primer paso para el futuro lanzamiento de un cuarto canal de televisión nacional estadounidense. El 4 de septiembre de ese mismo año, Murdoch consiguió la ciudadanía estadounidense para conseguir el requisito legal mediante el cual solo los ciudadanos de EE. UU. pueden ser propietarios de emisoras de televisión estadounidenses. Finalmente, en 1986 Metromedia dejó de emitir siendo sustituida por el canal Fox perteneciente a la nueva empresa Fox Broadcasting Company. Este canal puede ser actualmente visto por más del 96% de los estadounidemnses con televisión.

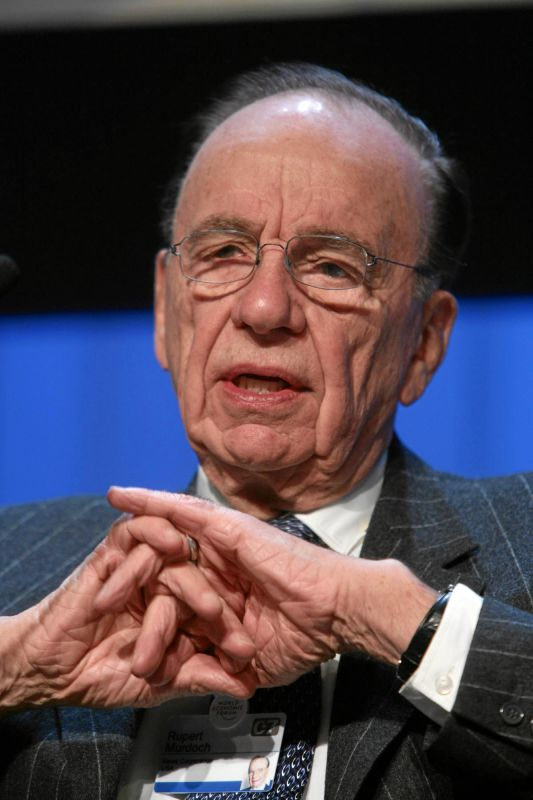
Rupert Murdoch, fundador y presidente de News Corporation.

En 1987 News Corp adquirió The Herald and Weekly Times Ltd. en Australia, curiosamente la compañía ya había sido controlada en una ocasión por el padre de Rupert Murdoch. 
Para 1992 News Corp tenía enormes deudas y como consecuencia de ello, se vio forzada a vender muchas publicaciones estadounidenses que había adquirido hacia la mitad de los años 80. En gran medida estas deudas se debieron a su participación en la plataforma de televisión digital Sky Television del Reino Unido, que tuvo que afrontar gran cantidad de pérdidas durante sus primeros años de funcionamiento. Estas pérdidas tuvieron que ser subsanadas con los beneficios de las empresas a la que pertenecía Sky Television (ente ellas News Corp) hasta que se pudo obligar al otro operador de televisión por satélite (British Satellite Broadcasting) a aceptar una fusión en 1990. La empresa resultante fue British Sky Broadcasting, la cual ha dominado el mercado de la televisión de pago en el Reino Unido desde entonces.
En 1995, la cadena Fox comenzó a ser objeto de investigación por parte de la Comisión Federal de Comunicaciones (FCC en sus siglas en inglés) cuando se alegó que su base en Australia hacía la pertenencia del canal por Murdoch ilegal. La FCC sin embargo, declaró a favor del empresario. También se dio a conocer que las estaciones de televisión pertenecían a una empresa diferente cuyo principal accionista era el ya ciudadano estadounidenste Murdoch. Ese mismo año News Corp anunció un trato con MCI Communications para desarrollar un gran portal de internet de noticias y la creación de un dominical de noticias políticamente conservador, The Weekly Stardard. También en este año, la empresa lanzó FOXTEL, un sistema de televisión de pago en Australia conjuntamente con Telstra y Publishing and Broadcasting Limited.
En 1996, Fox creó el canal de noticias por cable Fox News.
En 1999, el grupo empresarial expandió significativamente sus participaciones en la industria musical australiana gracias a su obtención del control de Michael Gudinski's Mushroom Records. Posteriormente esta firma se unió con la ya controlada Festival Records para crear Festival Mushroom Records (FMR).
En 2007 News Corporation alcanzó un acuerdo para la compra de la editorial Dow Jones & Company, editores del Wall Street Journal por un precio estimado de 5.600 millones de dólares. El 15 de octubre de este mismo año, se creó a partir del canal Fox News el canal de información económica y bursátil Fox Business.
En febrero de 2011 la compañía lanzó The Daily, el primer periódico diseñado exclusivamente para el iPad.
Los sucesivos escándalos ocurridos en 2012 en News Corporation provocaron preocupación entre los accionistas del grupo. Como respuesta, el 28 de junio de 2012, Rupert Murdoch anunció que los activos la compañía se dividirían, a su vez, en dos empresas independientes que cotizarían en bolsa: una orientada hacia los medios de comunicación y la otra hacia el sector editorial. Esta decisión se materializó, finalmente, un año más tarde. El 28 de junio de 2013 la empresa desaparece y nacen dos nuevas entidades: 21st Century Fox y News Corp.

## Gobierno corporativo
Tomado de
La dirección de administración de la empresa constaba de quince personas:
- Rupert Murdoch: Chairman and Chief Executive Officer
- José María Aznar President  Foundation for Social Studies and Analysis  Antes Presidente del Gobierno de España
- Natalie Bancroft Director News Corporation
- Peter L. Barnes  Chairman Metcash Limited
- James W. Breyer  Partner  Accel Partners
- Chase Carey President and Chief Operating Officer News Corporation
- Elaine L. Chao Former U.S. Secretary of Labor
- David F. DeVoe Chief Financial Officer News Corporation
- Viet Dinh Professor of Law Georgetown University Law Center
- Sir Roderick I. Eddington Non-Executive Chairman, Australia and New Zealand J.P. Morgan
- Joel I. Klein Executive Vice President News Corporation Chief Executive Officer Amplify
- James R. MurdochDeputy Chief Operating Officer News Corporation
- Chairman and CEO, International News Corporation
- Lachlan K. MurdochExecutive Chairman DMG Radio Australia
- Stanley S. Shuman (Director Emeritus) Managing Director Allen & Company LLC
- Arthur M. Siskind (Director Emeritus) Senior Advisor to the Chairman News Corporation

### Editoriales
- HarperCollins compañía editorial
- Zondervan distribuidor de libros cristianos
  - Inspirio - producción religiosa

### Periódicos
- Periódicos publicados por News Limited en Australia:
  - The Australian (Nacional)
  - Community Media Group (16 QLD & NSW periódicos suburbanos/regionales)
  - Cumberland-Courier Newspapers
  - The Courier-Mail (Queensland)
  - The Sunday Mail (Queensland)
  - The Cairns Post (Cairns, Queensland)
  - The Gold Coast Bulletin (Gold Coast, Queensland)
  - The Townsville Bulletin (Townsville, Queensland)
  - The Daily Telegraph (Nueva Gales del Sur)
  - The Sunday Telegraph (Nueva Gales del Sur)
  - Herald Sun (Victoria)
  - Sunday Herald Sun (Victoria)
  - The Weekly Times (Victoria)
  - Leader Newspapers
  - MX
  - The Geelong Advertiser (Geelong, Victoria)
  - The Advertiser (Australia Meridional)
  - The Sunday Mail (Australia Meridional)
  - Messenger Newspapers
  - The Sunday Times (Australia Meridional)
  - The Mercury (Tasmania)
  - Quest Newspapers
  - The Sunday Tasmanian (Tasmania)
  - Northern Territory News (Territorio del Norte)
  - The Sunday Territorian (Territorio del Norte)
  - The Tablelands Advertiser
- Fiyi
  - Fiji Times (Nacional)
  - Nai Lalakai
  - Shanti Dut
- Papúa Nueva Guinea
  - Papua New Guinea Post-Courier (Nacional)(62,5%)
- Periódicos en Reino Unido e Irlanda, publicados por filiales de News International Ltd.
  - News Group Newspapers Ltd.
    - El tabloide The Sun
    - El tabloide News of the World

  - Times Newspapers Ltd.
    - The Sunday Times
    - the 'ex-broadsheet'
    - The Times Literary Supplement
- Periódicos y revistas en los Estados Unidos
  - El New York Post
    - Community Newspaper Group
      - The Brooklyn Paper
      - Bronx Times-Reporter
      - Brooklyn Courier-Life
      - Queens Times Ledger

  - Dow Jones & Company
    - Consumer Media Group
      - The Wall Street Journal
      - Wall Street Journal Europe
      - Wall Street Journal Asia
      - Barron's - la revista semanal de los mercados financieros.
      - Marketwatch - Noticias financieras y el sitio web de información.
      - Far Eastern Economic Review

    - Enterprise Media Group
      - Dow Jones Newswires
      - Factiva
      - Dow Jones Indexes
      - Dow Jones Financial Information Services
      - Betten Financial News

    - Local Media Group
      - Ottoway Community Newspapers

    - STOXX (33%)
    - Vedomosti (33%)
    - SmartMoney

  - The Timesledger Newspapers of Queens, New York:
    - Bayside Times, Whitestone Times, Flushing Times, Fresh Meadows Times, Little Neck Ledger, Jackson Heights Times, Richmond Hill Times, Jamaica Times, Laurelton Times, Queens Village Times, Astoria Times, Forest Hills Ledger, Ridgewood Ledger, Howard Beach Times

  - El Courier-Life en Brooklyn
  - The Brooklyn Paper
  - Caribbean Life
  - Times-Herald Record (Middletown, New York)
- Chianelandia
  - Chiarín

### Revistas
- News America Marketing (Smartsource)
- Australian
  - Alpha Magazine
  - Australian Country Style
  - Australian Golf Digest
  - Australian Good Taste
  - Big League
  - BCME
  - Delicious
  - Donna Hay
  - Fast Fours
  - GQ (Australia)
  - Gardening Australia
  - InsideOut
  - Lifestyle Pools
  - Live to Ride
  - Notebook
  - Overlander 4WD
  - Modern Boating
  - Modern Fishing
  - Parents
  - Pure Health
  - Super Food Ideas
  - Truck Australia
  - Truckin' Life
  - twowheels
  - twowheels scooter
  - Vogue (Australia)
  - Vogue Entertaining & Travel
  - Vogue Living

### Música y radio
- Fox Film Music Group
- MySpace Records

#### Rusia
- Nashe (50%)
- Best FM (50%)

### Deportes
- 50% de la National Rugby League (Australia y Nueva Zelanda)
- Colorado Rockies (15%)

### Estudios
- Fox Filmed Entertainment: Compañía madre de 20th Century Fox
- 20th Century Fox: compañía de cine
- 20th Century Fox Television - programador de televisión en horario estelar.
- 20th Television - distribución de televisión (sindicación).
- Fox Searchlight Pictures - películas especializadas.
- Fox 2000 Pictures - público en general las películas distribuidas
- Fox Television Studios (Producciones) - El mercado específico de programación por ejemplo, COPS.
- Fox Television Studios International
  - Fox World Productions
  - Fox World Australia
  - Fox TV Studios France
  - Fox TV Studios India
  - Natural History New Zealand - documentales del mundo natural
- Fox Faith
- Fox Studios Australia, Sídney, Australia, Nueva Gales del Sur
- Blue Sky Studios - producción de películas CGI por ejemplo, Ice Age
- Fox Entertainment Group
- New Regency Productions (20%)
- Regency Enterprises (20%)
- BSkyB Studios London, Inglaterra
- FOX Star Studios Nueva Delhi, India

### TV
News Corp acordó la venta de ocho de sus estaciones de televisión a Oak Hill Capital Partners por aproximadamente $ 1100 millones, el 22 de diciembre de 2007.

#### Distribución
- Fox Broadcasting Company (Fox), distribuidor de TV de Estados Unidos
- My Network TV, red de difusión de televisión
- Fox Television Stations Group, un grupo de propiedad y operación Fox television stations
- Canal 10, canal de Uruguay
- News Corp Europe
  - bTV
  - B1 TV (12,5%)
  - Fox Televizija
  - Fox Turkey
  - Imedi Media Holding (100%)
    - Imedi Television
    - Radio Imedi

  - Israel 10 (9%)
  - LNT (100%)
  - TV5 Riga (100%)
  - Cielo (100%), un canal en abierto en Italia
  - e2 (30%), un canal en abierto en Turquía
- ANTV (20%)
- Prime Television New Zealand

#### Televisión satelital
- Sky
- ITV (19%)
- Foxtel (50%), Australia
- SKY Network Television , Nueva Zelanda (44%) Vendida,
- Sky Italia
- Fox International Channels Italy
- DirecTV Latin America, servicio de TV satelital latinoamericano
- Sky México, servicio de TV satelital latinoamericano
- Sky Deutschland (49,90%)
- STAR TV
- Phoenix Television (17,6%) Vendida,
- Tata Sky (20%)

#### Televisión por cable
Los canales pertenecientes (en todo o en parte) y operados por News Corporation incluyen:
- Fox Business Network, un canal de noticias de negocios.
- Fox Classics, un canal que transmite programas clásicos de televisión y películas
- Fox Movie Channel
- Fox News Channel, un canal de noticias a las 24 horas
- Fox Sports Net Cablevision
  - SportSouth
  - Sun Sports
- Fox College Sports
  - Fox Soccer Channel
  - Fox Soccer Plus
  - Fox Sports Middle East - Deportes en inglés al aire de la red en los países del Medio Oriente como Baréin, Egipto, Jordania, Kuwait, Líbano, Omán, Catar, Arabia Saudita, Siria, Emiratos Árabes Unidos y Yemen.
  - Fox Pan American Sports (37,9%)
    - Fox Sports en Español (50%)
    - Fox Sports en Latinoamérica
- FX Networks
- Speed Channel
- FUEL TV
- Big Ten Network
- National Geographic Channel
- National Geographic Channel International 75%
- National Geographic Wild
- Fox International Channels
  - Fox
  - Fox Life
  - Fox Life HD
  - Fox Crime
  - FX
  - Fox Movies
  - Fox Sports
  - Speed Channel
  - National Geographic Channel
  - National Geographic Channel HD
  - National Geographic Wild
  - National Geographic Adventure
  - National Geographic Music
  - National Geographic Junior
  - Cult
  - Next:HD
  - Voyage
  - Real Estate TV
  - BabyTV
  - Fox Toma 1 - Producción de contenido en lengua hispana.
  - Fox Telecolombia - Producción de contenido en lengua hispana. (51%)
  - Utarget.Fox -
- Latin America
  - Fox Networks Group Latin America - Canales disponibles en más de 17 países de Latinoamérica.
    - National Geographic Channel
    - National Geographic Channel HD
    - National Geographic Wild
    - Fox
    - Fox HD
    - FX
    - Fox Life
    - Fox Sports
    - Fox Sports 2
    - Fox Sports 3
    - Fox Sports Premium
    - Baby TV
    - Utilísima
    - Fox One-Stop Media -Las ventas de publicidad para los canales de empresa propios e independientes en América Latina

  - Fox Premium (Antes Fox+ Premium, Fox+, Moviecity, MoviecityPack, Paquete Moviecity, Premium Ilimitado, MovieCity) ofrece 7 canales de películas por cable en toda Sudamérica excepto Brasil.
    - Fox Premium Series (Antes Fox 1, MovieCity Premieres, Moviecity)
    - Fox Premium Action (Antes Fox Action, MovieCity Action, CityVibe)
    - Fox Premium Movies (Antes Fox Movies, MovieCity Hollywood, CityMix, Cinecanal 2)
    - Fox Premium Family (Antes Fox Family, MovieCity Family, CityFamily)
    - Fox Premium Classics (Antes Fox Classics, MovieCity Classics, CityStars, Cinecanal Classics)
    - Fox Premium Cinema (Antes Fox Cinema, MovieCity Mundo, CityMundo)
    - Fox Premium Comedy (Antes Fox Comedy)
    - Cinecanal
    - Film Zone

- - Telecine (12,5%) cuenta con 5 canales de películas por cable en Brasil.
    - Telecine Premium
    - Telecine Action
    - Telecine Light
    - Telecine Pipoca
    - Telecine Cult
- Australia
  - Premier Media Group (50%)
    - Fox Sports One
    - Fox Sports Two
    - Fox Sports Three
    - FoxSportsNews
    - FUEL TV (Australia)
    - How To Channel

  - Premium Movie Partnership (20%) 
    - Showtime 1 y 2
    - Showtime Greats

PLATFORMS
- India
  - Hathway Cable & Datacom (22,2%)
- Taiwán
  - Total TV (20%)

### Internet
- Fox Interactive Media
  - Foxsports.com- Página web con noticias deportivas, resultados, estadísticas, videos y deportes de fantasía
  - MySpace - Sitio web de redes sociales, web interés general adquirida por compra a partir de Intermix Media
  - MySpace TV, un sitio de video que será la sede de vídeos de aficionados, el contenido de la red y estudios que compite con  Google y YouTube
  - Beliefnet
  - Hulu (27%)
  - Flektor - Proporciona herramientas basadas en web para edición de fotos y de vídeo.
  - IGN Entertainment
  - Giga.de
  - Slingshot Labs - incubadora de desarrollo web (incluye los sitios de DailyFill).
  - Strategic Data Corp - empresa de publicidad interactiva que se desarrolla la tecnología para ofrecer publicidad dirigida Internet.
  - Scout.com
  - WhatIfSports.com - Simulación de los deportes y el sitio web de predicción. También ofrece deportes de fantasía al estilo de los juegos para jugar.
- Indya.com
- ROO Group Inc (5% cada vez mayor al 10% con los objetivos de rendimiento)
- News Digital Media
  - News.com.au
    - News Lab

  - CareerOne.com.au (50%) - Contratación de publicidad web en colaboración con Monster Worldwide
  - Carsguide.com.au
  - in2mobi.com.au
  - TrueLocal.com.au
  - Moshtix.com.au
  - Learning Seat
  - Wego  Noticias, posee participación minoritaria en Wego.com
  - Netus (75%)
- REA Group (60,7%)
  - Realestate.com.au
  - Casa.it (69,4%), Sky Italia también tiene una participación del 30,6%
  - atHome group, creador de los principales sitios web inmobiliaria en Luxemburgo, Francia, Bélgica y Alemania.
    - Altowin (51%), proveedor de herramientas de gestión de las oficinas de las agencias de inmobiliaria en Bélgica.

  - Propertyfinder.com (50%), News International tiene el 50% restante.
    - Sherlock Publications, propietario del portal de hotproperty.co.uk y los títulos de la revista "Hot Property", "Alquiler" y "Ultramar"
    - ukpropertyshop.co.uk, el directorio más completo de agentes de bienes del Reino Unido.

  - PropertyLook, sitios web de propiedad en Australia y Nueva Zelanda.
  - HomeSite.com.au
  - Square Foot Limited
    - Primedia -
- TadpoleNet Media (10%)
- Nueva Zelanda
  - DVD Unlimited - líder de servicios de suscripción en línea de DVD (propiedad a través de participación en Sky Network Television).
  - Fox Networks - una de las mayores redes de anuncios internacionales.
  - Expedient InfoMedia red de blogs.